# Joan Franka
Ayten Kalan (nacida el 2 de abril de 1990 en Róterdam, Países Bajos), más conocida por su nombre artístico Joan Franka, es una cantante holandesa de ascendencia parcial turca.  Se hizo popular en su país al participar en la primera edición del talent show The Voice of Holland y representó a los Países Bajos en el Festival de la Canción de Eurovisión 2012 en Bakú, Azerbaiyán.

## Carrera musical

### 2010-2011:The Voice of Holland
En septiembre de 2010, Joan Franka se presentó al concurso The Voice of Holland en su primera edición. Dos de los jurados, Van Velzen y Jeroen van der Boom votaron a su favor para que fuera su pupila. Franka escogió concursar en el equipo de Van Velzen. Fue eliminada del concurso en la quinta gala.
Dos de las canciones que interpretó en la competición se convirtieron en éxitos menores en la lista oficial de ventas neerlandesa. "Foolish Games" llegó al número #42 y "Promise Me" al #45 sobre la base de las descargas.

### 2012: Festival de Eurovión
El 26 de febrero de 2012, participó en el Nationaal Songfestival 2012, donde fue elegida para representar a los Países Bajos en Eurovisión 2012, en Bakú, Azerbaiyán, con el tema "You and me".  Con dicha canción llegó al número 1 en la lista oficial de ventas neerlandesa pero no consiguió pasar a la final de Eurovisión.